# Військова цензура

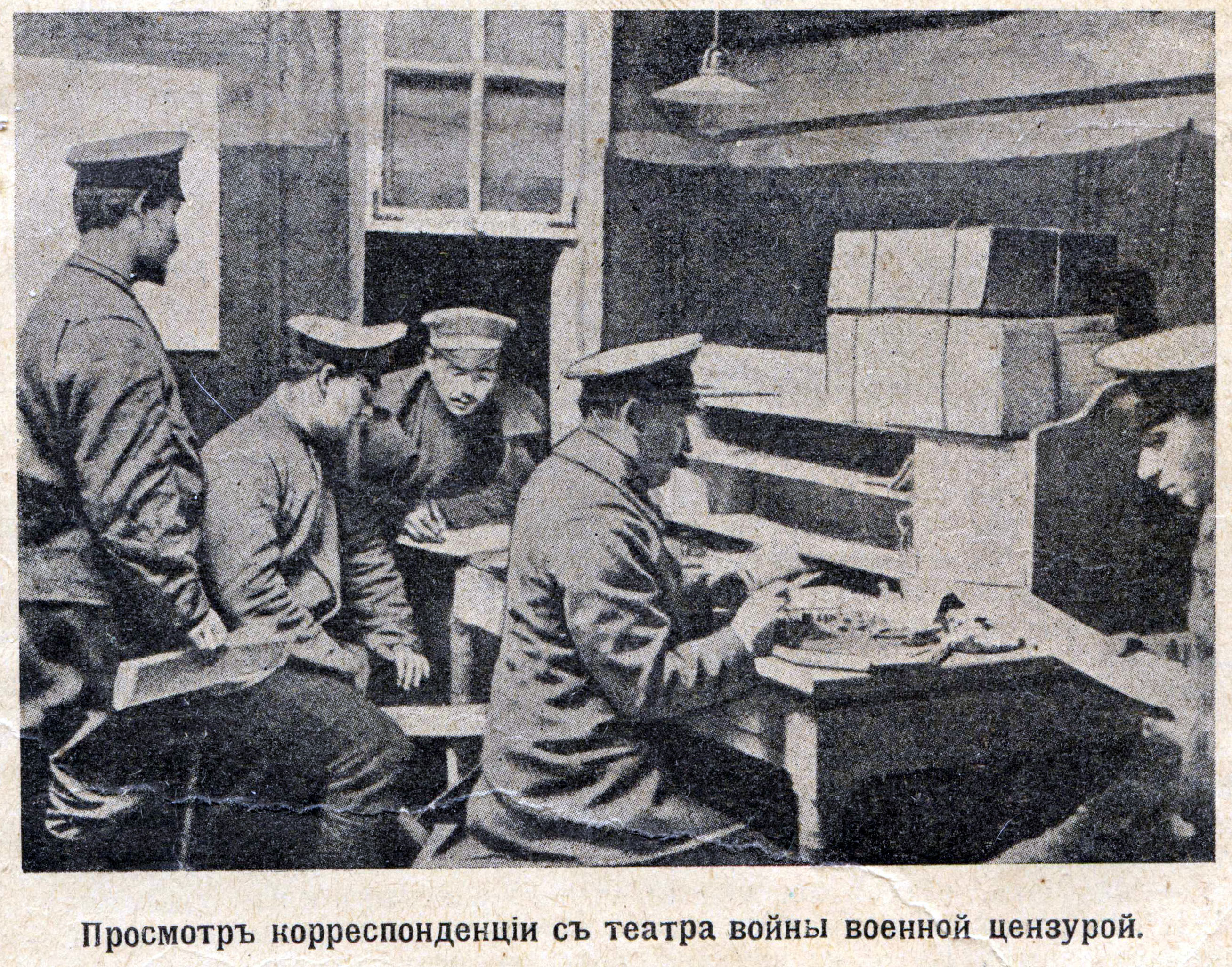
Перегляд листів військовою цензурою. 1915

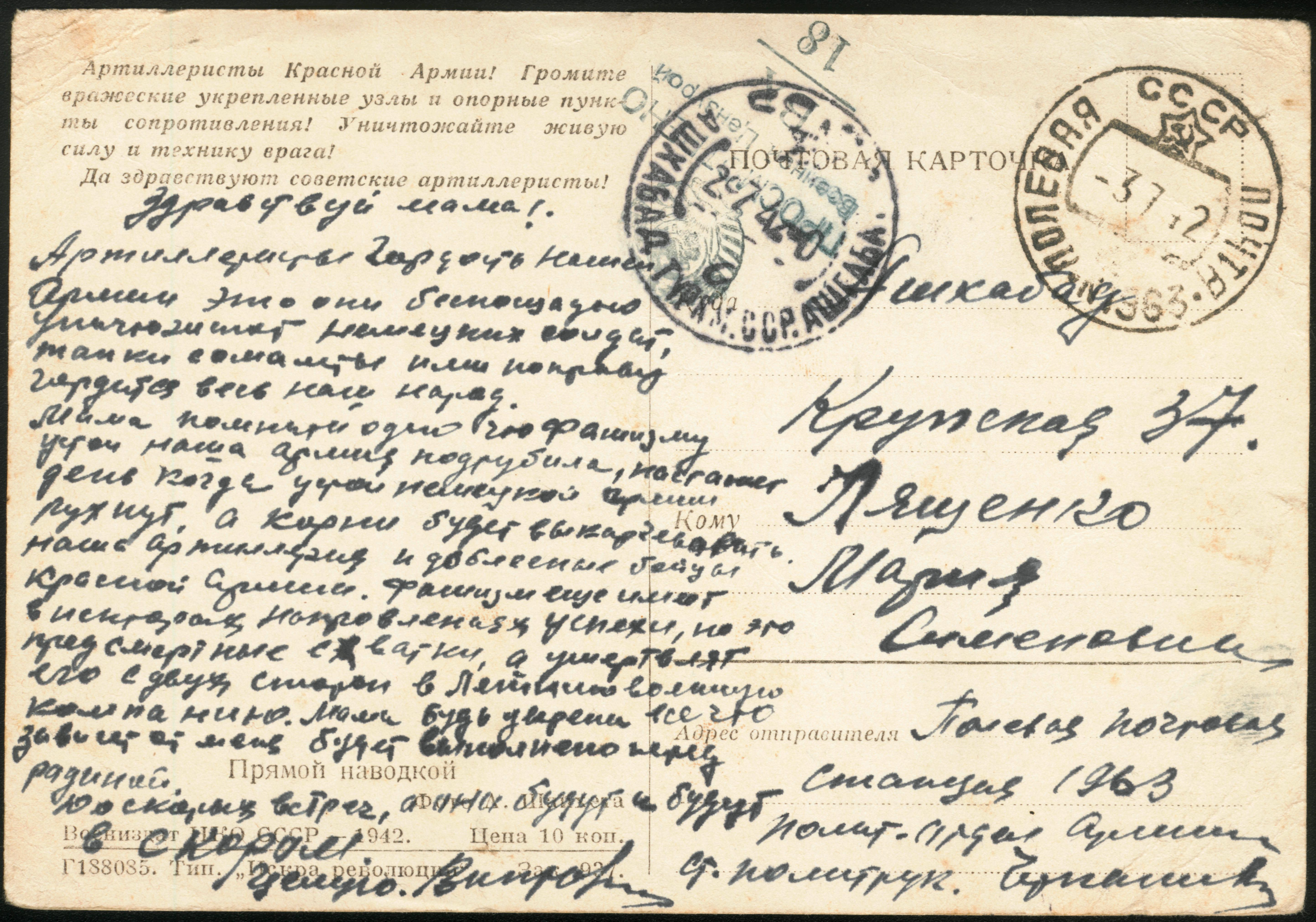
Листівка НКО СССР Прямим наведенням, яка пройшла військову цензуру. Надіслана за допомогою станції 1963 польової пошти, 3 липня 1942 року з фронту до Ашгабату.

Військова цензура — одна з форм контролю з боку військових й інших державних органів відкритих засобів інформації (друк, радіо, телебачення, кіно, витвори образотворчого мистецтва, експозиції музеїв і т. д.), а інколи й приватного листування з метою не допустити публікування й оприлюднення в них відомостей, які становлять військову таємницю, тобто, відомостей військового характеру, які спеціально охороняються державою, як різновид державної таємниці. Існує як у воєнний, так і в мирний час, і є різновидом відомчої цензури.
Як окремий державний інститут військова цензура сформувалася в XIX столітті, хоча як вид цензурного контролю існувала й раніше. Наприклад, у Російській імперії перша посаду військового цензора була введена в 1810 році. У Сполучених Штатах Америки військова цензура була вперше введена під час Громадянської війни в 1861 році. Журналістам під загрозою закриття газет й арешту заборонили публікувати інформацію, яка могла б піти на користь Конфедеративним Штатам.
Під час Першої та Другої світових воєн цензура контролювала діяльність військових кореспондентів і листування військовослужбовців.
Сучасна військова цензура контролює:
- цивільні комунікації в місцях, керованих військовими адміністраціями;
- матеріали ЗМІ, що стосуються збройних сил;
- листування військовополонених й інтернованих цивільних осіб;
- пошту з армії та з військових об'єктів, а також до армії та до військових об'єктів;
- особисті комунікації службовців збройних сил.